# Malanea
Malanea es un género con 66 especies de plantas fanerógamas perteneciente a la familia de las rubiáceas.
Es nativa de América tropical.

## Especies seleccionadas
- Malanea auyantepuiensis Steyerm. (1965).
- Malanea bahiensis Müll.Arg. (1875).
- Malanea bifurcata Desr. in J.B.A.M.de Lamarck (1792).
- Malanea boliviana Standl. (1931).
- Malanea campylocarpa C.M.Taylor (2003).